# Silvascincus tryoni
Espèce
Synonymes
- Lygosoma tryoni Longman, 1918
- Eulamprus tryoni (Longman, 1918)

Statut de conservation UICN

 LC  : Préoccupation mineure
Silvascincus tryoni est une espèce de sauriens de la famille des Scincidae.

## Répartition
Cette espèce est endémique d'Australie. Elle se rencontre en Nouvelle-Galles du Sud et au Queensland.

## Étymologie
Cette espèce est nommée en l'honneur d'Henry Tryon (1856-1943).

## Publication originale
- Longman, 1918 : Notes on some Queensland and Papuan reptiles. Memoirs of the Queensland Museum, vol. 6, p. 37-44 (texte intégral).